# Phaselia anastomosaria
Phaselia anastomosaria är en fjärilsart som beskrevs av Leo Schwingenschuss 1927. Phaselia anastomosaria ingår i släktet Phaselia och familjen mätare. Inga underarter finns listade i Catalogue of Life.